# Église réformée de Pačir
L'église réformée de Pačir (en serbe cyrillique : Реформаторско-хришћанска црква и парохијска кућа у Пачиру ; en serbe latin : Reformatorsko-hrišćanska crkva i parohijska kuća u Pačiru) est une église réformée située à Pačir, dans la province de Voïvodine, dans la municipalité de Bačka Topola et dans le district de Bačka septentrionale en Serbie. Avec la maison paroissiale, elle est inscrite sur la liste des monuments culturels protégés de la république de Serbie (identifiant no SK 1835).